# Pablo Sánchez (piloto)
Pablo Sánchez López (Ciudad de México, México; 9 de febrero de 1990) es un expiloto de automovilismo mexicano, el cual se retiró en 2017. En 2017 compitió en la Porsche Supercup con Olimp Racing by Lukas Motorsport. 
En 2009 probo en un Ferrari de Fórmula 1 en la prueba de jóvenes pilotos de diciembre de 2009 en Jerez.

## Resumen de carrera
| Temporada | Categoría                               | Equipo                           | Carreras          | Victorias         | Poles             | VR                | Podios            | Puntos            | Pos.              |
| --------- | --------------------------------------- | -------------------------------- | ----------------- | ----------------- | ----------------- | ----------------- | ----------------- | ----------------- | ----------------- |
| 2004-05   | Skip Barber Southern Regional Series    | N/A                              | 2                 | 0                 | 0                 | 0                 | 0                 | 60                | 31.º              |
| 2005      | Skip Barber Mid Western Regional Series | N/A                              | ?                 | ?                 | ?                 | ?                 | ?                 | 225               | 10.º              |
| 2005      | Skip Barber National Championship       | N/A                              | 6                 | 0                 | 1                 | 0                 | 0                 | 41                | 14.º              |
| 2006      | Fórmula Renault 2.0 Italiana            | BVM Minardi Team                 | 15                | 0                 | 0                 | 0                 | 0                 | 26                | 17.º              |
| 2006      | Eurocopa de Fórmula Renault 2.0         | BVM Motorsport                   | 14                | 0                 | 0                 | 0                 | 0                 | 0                 | 31.º              |
| 2006      | Campeonato de Italia de Fórmula 3       | Alan Racing                      | 14                | 3                 | 3                 | 3                 | 9                 | 84                | 3.º               |
| 2007      | Fórmula Master Internacional            | Alan Racing                      | 15                | 2                 | 1                 | 0                 | 4                 | 50                | 3.º               |
| 2008      | Fórmula Master Internacional            | Cram Competition                 | 8                 | 0                 | 0                 | 1                 | 1                 | 14.5              | 12.º              |
| 2008      | Fórmula Renault 3.5 Series              | Interwetten.com                  | 17                | 0                 | 0                 | 0                 | 0                 | 19                | 17.º              |
| 2009      | Campeonato de Italia de Fórmula 3       | Alan Racing Team                 | 15                | 4                 | 0                 | 2                 | 9                 | 115               | 3.º               |
| 2009      | Fórmula 1                               | Scuderia Ferrari Marlboro        | Piloto de Pruebas | Piloto de Pruebas | Piloto de Pruebas | Piloto de Pruebas | Piloto de Pruebas | Piloto de Pruebas | Piloto de Pruebas |
| 2010      | GP3 Series                              | Addax Team                       | 16                | 0                 | 0                 | 0                 | 0                 | 0                 | 30.º              |
| 2012      | American Le Mans Series - LMPC          | Merchant Services Racing         | 2                 | 0                 | 0                 | 0                 | 0                 | 22                | 18.º              |
| 2016      | Porsche Supercup                        | FÖRCH Racing by Lukas Motorsport | 4                 | 0                 | 0                 | 0                 | 0                 | 0                 | NC†               |
| 2017      | Porsche Supercup                        | Olimp Racing by Lukas Motorsport | 2                 | 0                 | 0                 | 0                 | 0                 | 0                 | NC†               |
| Fuente:   |                                         |                                  |                   |                   |                   |                   |                   |                   |                   |

## Resultados

### Fórmula Renault 3.5 Series
(Clave) (negrita indica pole position) (cursiva indica vuelta rápida puntuable)

| Año  | Escudería       | 1   | 1   | 2   | 2   | 3   | 4   | 4   | 5   | 5   | 6   | 6   | 7   | 7   | 8   | 8   | 9   | 9   | Pos. | Puntos |
| ---- | --------------- | --- | --- | --- | --- | --- | --- | --- | --- | --- | --- | --- | --- | --- | --- | --- | --- | --- | ---- | ------ |
| 2008 | Interwetten.com | MNZ | MNZ | SPA | SPA | MON | SIL | SIL | BUD | BUD | NUR | NUR | LEM | LEM | EST | EST | BAR | BAR | 17.º | 18     |
| 2008 | Interwetten.com | 4   | Ret | 8   | Ret | 21  | 21  | 24  | 8   | Ret | 6   | 8   | Ret | 17  | 13  | 21  | 12  | Ret | 17.º | 18     |

### GP3 Series
(Clave) (negrita indica pole position) (cursiva indica vuelta rápida puntuable)

| Año  | Escudería  | 1   | 1   | 2   | 2   | 3   | 3   | 4   | 4   | 5   | 5   | 6   | 6   | 7   | 7   | 8   | 8   | Pos. | Puntos | Ref.  |
| ---- | ---------- | --- | --- | --- | --- | --- | --- | --- | --- | --- | --- | --- | --- | --- | --- | --- | --- | ---- | ------ | ----- |
| 2010 | Addax Team | BAR | BAR | EST | EST | VAL | VAL | SIL | SIL | HOC | HOC | BUD | BUD | SPA | SPA | MNZ | MNZ | 30.º | 0      | [ 4 ] |
| 2010 | Addax Team | Ret | 15  | 21  | 16  | 14  | 9   | 21  | 14  | Ret | 11  | Ret | 16  | Ret | 25  | 18  | 12  | 30.º | 0      | [ 4 ] |